# Reprezentacja Portoryka w piłce ręcznej mężczyzn
Reprezentacja Portoryka w piłce ręcznej mężczyzn – narodowy zespół piłkarzy ręcznych Portoryka. Reprezentuje swój kraj w rozgrywkach międzynarodowych.

## Turnieje

### Udział wmistrzostwach Ameryki
| Rok  | Wynik | Źródło |
| ---- | ----- | ------ |
| 1979 | –     |        |
| 1981 | –     |        |
| 1983 | 6.    |        |
| 1985 | –     |        |
| 1989 | 6.    |        |
| 1994 | –     |        |
| 1996 | 7.    |        |
| 1998 | –     |        |
| 2000 | –     |        |
| 2002 | –     |        |
| 2004 | 6.    |        |
| 2006 | 8.    |        |
| 2008 | –     |        |
| 2010 | –     |        |
| 2012 | –     |        |
| 2014 | –     |        |
| 2016 | 6.    |        |
| 2018 | 7.    |        |

### Udział wigrzyskach panamerykańskich
| Rok  | Wynik | Źródło |
| ---- | ----- | ------ |
| 1987 | –     |        |
| 1991 | –     |        |
| 1995 | 6.    |        |
| 1999 | 7.    |        |
| 2003 | 6.    |        |
| 2007 | –     |        |
| 2011 | –     |        |
| 2015 | 5.    |        |
| 2019 | 7.    |        |